# Coulibistrie
Coulibistrie – wieś na zachodnim wybrzeżu Dominiki, położona między miejscowością Colihaut na północy, a Morne Rachette na południu. Rozciąga się ona od wybrzeża wzdłuż głębokiej doliny i rzeki Coulibistrie. Wiele domów przylega do wielkich głazów znajdujących się w dolinie lub jest zbudowanych bezpośrednio na nich. W miejscowości działa kilka małych przedsiębiorstw, a przy głównej drodze znajduje się zabytkowy kościół rzymskokatolicki. Co roku, zazwyczaj w lipcu, obchodzone jest święto św. Anny.